# Auzouville-sur-Ry
Auzouville-sur-Ry – miejscowość i gmina we Francji, w regionie Normandia, w departamencie Sekwana Nadmorska.
Według danych na rok 1990 gminę zamieszkiwało 601 osób, a gęstość zaludnienia wynosiła 75 osób/km² (wśród 1421 gmin Górnej Normandii Auzouville-sur-Ry plasuje się na 392. miejscu pod względem liczby ludności, natomiast pod względem powierzchni na miejscu 465.).